# PollyWorld
PollyWorld é um filme da Universal Pictures baseado na franquia de brinquedos Polly Pocket. O filme estreou em 12 de novembro de 2006, na Nickelodeon nos Estados Unidos, e foi lançado em DVD na terça-feira seguinte.

## Sinopse
Polly Pocket e suas amigas conseguem fazer parte de seu programa de TV favorito, 'Roll Like That', que coloca equipes de cinco com vários desafios para ganhar dinheiro com a instituição de caridade de sua escolha.
Conforme os desafios começam, no entanto, Polly descobre que seu pai está noivo de uma mulher chamada Lorali, que secretamente quer que Polly se afaste do caminho. Polly e suas amigas também precisam tentar superar a intenção de Beth, que se junta com Lorali para que Polly seja enviada para o internato. 

## Música
- "Welcome To My World" interpretado por Michèle Vice-Maslin
- "Smile" interpretado por Simply Red
- "Perfect Kinda Day" interpretado por Sara Niemietz
- "Another Word For Change" interpretado por Casiddy Ladden
- "Every Day's a Holiday" interpretado por Robyn Newman
- "Rock N'Roll Girl" interpretador por Jordan McCoy
- "Rock This Town" interpretado por Casiddy Ladden
- "Rock U Now" interpretado por Casiddy Ladden